# Nikoli
Nikoli (japanisch ニコリ nikori) ist ein japanischer Verlag, der sich auf logische Rätsel spezialisiert hat und Bücher und die vierteljährlich erscheinende Zeitschrift Puzzle Communication Nikoli (allgemein auch unter dem Namen Nikoli bekannt) veröffentlicht. Nikoli wurde durch den Erfolg des Zahlenrätsels Sudoku weltweit bekannt.

## Die Rätsel aus Nikoli
Die besondere Spezialität von Nikoli sind Rätsel, die unabhängig von Sprache und Kultur funktionieren. Während ein Kreuzworträtsel immer an eine Sprache gebunden ist, gilt dies für Zahlenrätsel und geometrische Rätsel nicht.
Nikoli publiziert unter anderem die folgenden Rätsel: Beleuchtung, Fillomino, Hashiwokakero, Heyawake, Hitori, Kakuro, Kuromasu, Nurikabe, Masyu, Sikaku, Sudoku und Suriza.